# لاورنس اولوم
لارنس اولوم (Lawrence Olum) بازیکن فوتبال اهل کنیا است. او ملی پوش تیم ملی فوتبال کنیا نیز بوده‌است.
او هم‌اکنون در باشگاه‌های دسته یک مالزی توپ می‌زند اما قبل از آن بازیکن باشگاه اسپورتینگ کانزاس سیتی بوده‌است.